# Лимьер, Анри Филипп де
Анри Филипп де Лимьер (фр. Henri Philippe de Limiers; (точные дата и место рождения неизвестны), Нидерланды — 18 (29) августа 1728, Утрехт, Нидерланды) — доктор юридических наук, член-корреспондент, геральдист и хронограф.

## Биография
Родился в семье французских беженцев-гугенотов. В 1712 году окончил Болонскую (Италия), а в 1723 Амстердамскую (Нидерланды) академии художеств в соответствии с его направлением в институте истории наук и искусств. 4 (15) апреля 1724 года Лимьеру и его семье предоставлен статус гражданина г. Утрехта (Нидерланды). С 1724 года, предположительно совместно с женой, руководил изданием утрехтской газеты «Gazette d’Utrecht». Умер в 1728 году.

## Семья
Имя жены Анри-Филиппа неизвестно.
- сын — Анри де Лимьер (?—1758) — после смерти отца продолжил руководить его изданием «Gazette d’Utrecht»[3].